# Trat (Provinz)

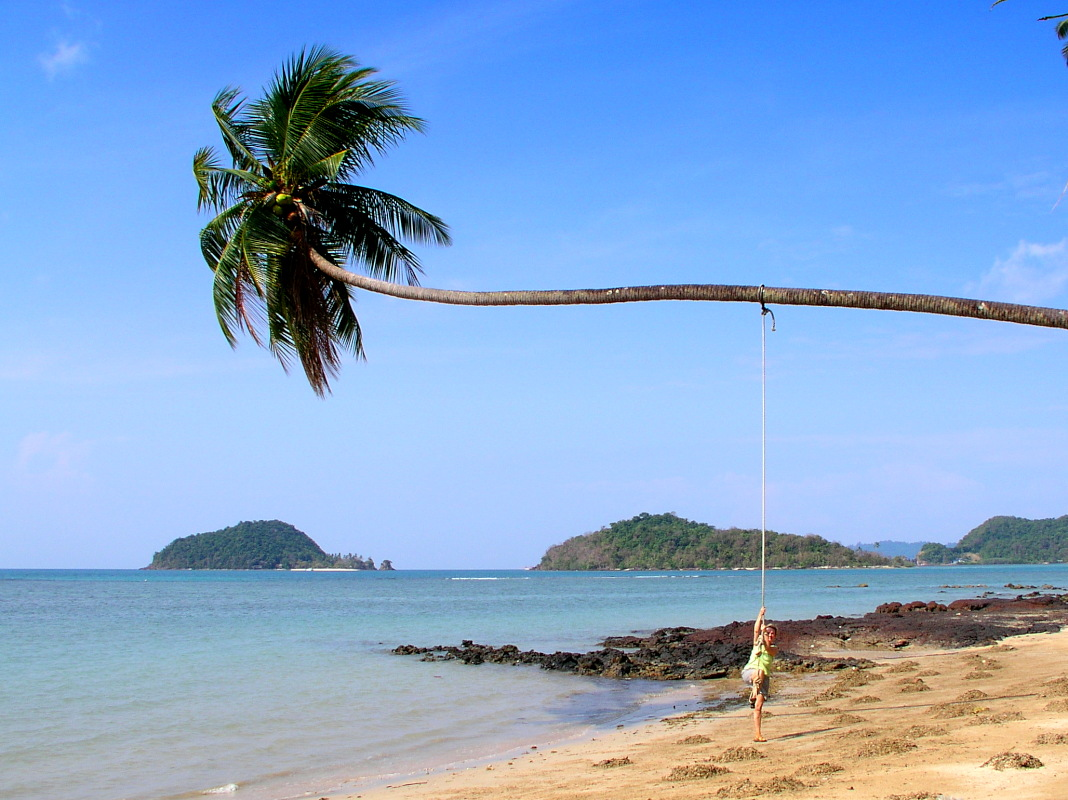
Koh Mak

Trat (Thai: ตราด) ist eine Provinz (Changwat) in der Ostregion Thailands, sie wird aber verwaltungstechnisch zu Zentralthailand gezählt.

## Geographie
Trat ist eine kleine Provinz im Osten, etwa 315 Kilometer von Bangkok entfernt. Die Kardamom-Berge im Osten der Provinz bildet die natürliche Grenze zu Kambodscha. Die zweitgrößte Insel Thailands, Ko Chang, gehört neben 40 weiteren kleineren Insel, darunter Ko Kut, zum Mu-Ko-Chang-Nationalpark. Weitere Inseln dieser Provinz sind unter anderem Ko Kham, Ko Mak, Ko Phi.
Trat ist bekannt für die Gewinnung und den Handel mit Edelsteinen.

| Angrenzende Provinzen und Gebiete: | Angrenzende Provinzen und Gebiete:   |
| ---------------------------------- | ------------------------------------ |
| Norden                             | Chanthaburi und Grenze zu Kambodscha |
| Osten                              | Grenze zu Kambodscha                 |
| Süden                              | Golf von Thailand                    |
| Westen                             | Chanthaburi und Golf von Thailand    |

### Klima
Das Klima ist tropisch-monsunal mit drei Jahreszeiten (Sommer, Winter und Regenzeit). Trat ist bekannt für die ergiebigsten Regenfälle aller thailändischen Provinzen. Zwischen 1970 und 2008 schwankten die jährlichen Niederschläge zwischen 4326 mm (2004, an 174 Regentagen) und 6463 mm (2006, an 210 Regentagen).

## Geschichte
Im Zuge des Pak-Nam-Zwischenfalls im Jahre 1893 eroberte die französische Armee den westlichen Teil von Chanthaburi. Im Jahre 1904 hatte Siam Trat an Französisch-Indochina im Austausch für Chanthaburi abgetreten. Zwei Jahre später wurde Trat am 23. März 1906 wieder Teil des siamesischen Reiches. Dazu mussten viele Gebiete östlich des Mekong-Stromes – wie Battambang, Siem Reap und Sisophon – wieder abgetreten werden.

## Wirtschaft
Im Jahr 2004 betrug das „Gross Provincial Product“ (Bruttoinlandsprodukt) der Provinz 15.773 Millionen Baht, 2008 waren es bei 21.694 Millionen Baht.

### Daten
Die unten stehende Tabelle zeigt den Anteil der Wirtschaftszweige am „Gross Provincial Product“ in Prozent:
| Wirtschaftszweig | 2006 | 2007 | 2008 |
| ---------------- | ---- | ---- | ---- |
| Landwirtschaft   | 20,0 | 22,4 | 25,1 |
| Industrie        | 3,4  | 3,8  | 4,7  |
| Andere           | 76,6 | 73,8 | 70,2 |

### Bekannte Produkte von Trat
- Obst: Besonders bekannt sind Durian, Rambutan, Mangostanfrucht und süße Rakam (die Frucht der Rakum-Salak-Palme: Salacca Wallichiana). Die Haupterntezeit ist von Mitte Mai bis Mitte Juli.
- Edelsteine: In Trat gibt es auch Edelsteine wie in Chanthaburi, z. B. Rubine und Granat, aber der berühmteste Edelstein ist der Königsrubin, der als besonders wertvoll gilt.
- Thailändische Hunde: Die Thai Ridgeback aus Trat sind die für ihre Klugheit, Treue und Mut bekannt.
- Meeresfrüchte: Hier kann man sowohl frische als auch getrocknete Meeresfrüchte zum günstigen Preis kaufen; Pla Raa ist eine berühmte Fischspezialität aus Trat.
- Gummiprodukte: Das Gummi der Gummiplantagen in Trat hat ebenso gute Qualität wie Gummi aus Südthailand.
- Korbwaren: Die bekannteste ist wohl der Ngop, ein Bauernhut mit breiter Krempe, um das Sonnenlicht abzuhalten.

## Verkehr

### Flughäfen
In der Provinz befindet sich der Flughafen Trat (IATA-Flughafencode: TDX, ICAO-Code: VTBO).

## Sehenswürdigkeiten
- Ko Chang, auch Elefanten-Insel genannt aufgrund der Form der Insel, und die 46 weiteren kleineren Inseln gehören zum Mu Ko Chang National Park am Golf von Thailand. Sie ist nach Phuket die zweitgrößte Insel mit einer Länge von rund 30 km und der Breite von annähernd 17 km. Sie liegt in der Nähe der Grenze zu Kambodscha. Darauf befinden sich zahlreiche Strände, z. B. der White Sand Beach, der Pearl Beach, der Klong Prao Beach usw. Sie bietet auch andere Sehenswürdigkeiten wie mehrere Wasserfälle unterschiedlicher Größe, wundervolle Aussichtspunkte und historische Tempeln. Die beste Reisezeit ist zwischen Dezember und März, weil die Regenzeit zu Ende geht und die Temperatur durchschnittlich unter 30 °C liegt.
- Die Insel Ko Kut (auch Koh Kood geschrieben) ist die letzte Insel von Trat. Hier gibt es saubere und ruhige Strände oder schöne Korallenriffe. Daneben gibt es auch andere Inseln, z. B. die Insel Ko Maisi Lek. Ko Kut gilt als ein schönes Tauchgebiet im Golf von Thailand.

### Wichtige Feste
- Der Tag der Seeschlacht bei Ko Chang: Der Zweck des Fests ist es, an das Schlachtfeld bei Ko Chang zu erinnern. Diese Schlacht wurde 1941 während des Indochina-Krieges geschlagen. Es gab viele Soldaten, die in dieser Schlacht gestorben sind. Deshalb hat die Thai Marine das Datum zur Erinnerung in jedem Jahr auf den 17. bis 21. Januar gelegt.
- Trat Unabhängigkeitstag: König Chulalongkorn (Rama V.) hatte Trat und Ko Kong an Frankreich gegeben, damit Frankreich das Militär aus Chanthaburi abzieht. Am 23. März 1906 hat Thailand Trat, die Insel und die Städte westlich von Khong und den Fluss zurückbekommen. Dieses Fest läuft in jedem Jahr vom 23. bis 27. März.

## Wappen
Das Wappen der Provinz zeigt das Meer mit einem Berg im Hintergrund.
Der Baum der Provinz ist der Indische Mandelbaum (Terminalia catappa).
Der Slogan der Provinz Trat lautet:
Die Stadt mit fünfzig Inseln,

wertvollste rote Edelsteine sind oft zugänglich,

süße Palmfrüchte sind immer die besten,

Ridgeback-Hunde werden nur hier gezüchtet,

der Kampf um Insel Chang wird immer in Erinnerung bleiben,

die östlichste Provinz ist unsere Freude.

## Verwaltungseinheiten

### Provinzverwaltung
Die Provinz ist in sieben Landkreise (Amphoe) gegliedert. Die Kreise wiederum sind in 38 Kommunen (Tambon) und weiter in 261 Dörfer (Muban) unterteilt.
| \| Nr \| Amphoe \| Thai \| \| -- \| ------------------ \| ---------------- \| \| 1. \| Amphoe Mueang Trat \| (อำเภอเมืองตราด) \| \| 2. \| Amphoe Khlong Yai \| (อำเภอคลองใหญ่) \| \| 3. \| Amphoe Khao Saming \| (อำเภอเขาสมิง) \| \| 4. \| Amphoe Bo Rai \| (อำเภอบ่อไร่) \| \| 5. \| Amphoe Laem Ngop \| (อำเภอแหลมงอบ) \| \| 6. \| Amphoe Ko Kut \| (กิ่งอำเภอเกาะกูด) \| \| 7. \| Amphoe Ko Chang \| (กิ่งอำเภอเกาะช้าง) \| |                    |                  |
| Nr | Amphoe             | Thai             |
| 1. | Amphoe Mueang Trat | (อำเภอเมืองตราด)  |
| 2. | Amphoe Khlong Yai  | (อำเภอคลองใหญ่)   |
| 3. | Amphoe Khao Saming | (อำเภอเขาสมิง)    |
| 4. | Amphoe Bo Rai      | (อำเภอบ่อไร่)      |
| 5. | Amphoe Laem Ngop   | (อำเภอแหลมงอบ)   |
| 6. | Amphoe Ko Kut      | (กิ่งอำเภอเกาะกูด)  |
| 7. | Amphoe Ko Chang    | (กิ่งอำเภอเกาะช้าง) |

### Lokalverwaltung
Für das ganze Gebiet der Provinz besteht eine Provinz-Verwaltungsorganisation (องค์การบริหารส่วนจังหวัด, kurz อบจ., Ongkan Borihan suan Changwat; englisch Provincial Administrative Organization, PAO).
In der Provinz gibt es eine Stadt (เทศบาลเมือง – Thesaban Mueang): Trat (เทศบาลเมืองตราด), daneben gibt es 9 Kleinstädte (เทศบาลตำบล – Thesaban Tambon).